# Бацький Грачаць
Бацький Грачаць (серб. Бачки Грачац) — село в Сербії, належить до общини Оджаці Західно-Бацького округу в багатоетнічному, автономному краю Воєводина.

## Населення
Населення села становить 2286 осіб (2002, перепис), з них:
- серби — 2810 — 96,46%;
- роми — 11 — 0,37%;
- чорногорці — 9 — 0,30%;

Решту жителів  — з десяток різних етносів, зокрема: хорвати, югослави, бунєвці, мадяри і навіть кілька русинів-українців.